# Antínous del Capitoli
L'Antínous del Capitoli o estàtua d'Hermes-Antínous Albani, és una estàtua de marbre que representa un jove nu. Es va trobar a la Vil·la Hadriana, a Tívoli, després de les excavacions fetes pel comte Giuseppe Fede a partir del 1724. Es conserva als Museus Capitolins de Roma.

## Història

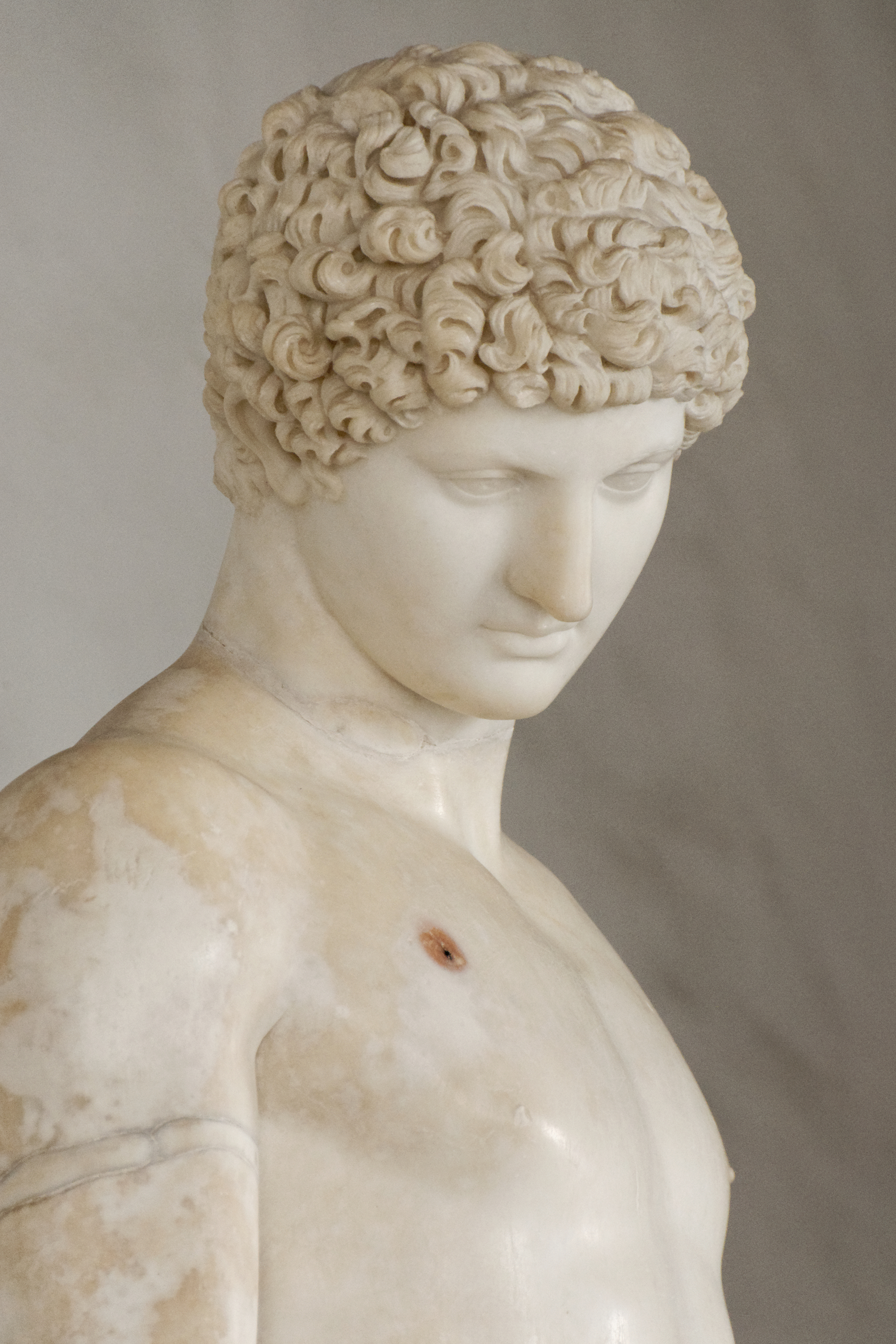
Detall

La procedència de la Vil·la Hadriana pot indicar que l'emperador, com a comissionat refinat, feu fer aquesta obra a mestres escultors actius a Roma.
Va adquirir l'escultura abans del 1733 el cardenal Alessandro Albani, un gran col·leccionista d'antiguitats. L'escultor Agostino Cornacchini la considerava digna de ser classificada entre les millors antiguitats quan la va inventariar a la col·lecció del cardenal. Per als seus contemporanis, l'obra fins i tot semblava constituir la veritable atracció de la col·lecció. L'estàtua fou adquirida per Climent XII el 1733 i passà a formar part del nucli de les col·leccions dels Museus Capitolins, en què encara es troba a la Sala dels Gladiadors del Palazzo Nuovo. La cama esquerra i el braç esquerre li han estat restaurats; amb aquest gest inesperat de la mà esquerra fou realitzada per l'escultor Pietro Bracci.
Al segle XVIII, l'obra es considerava una de les millors còpies romanes d'una estàtua grega del món. Més tard es pensà que el subjecte representava l'amant d'Hadrià, Antínous, pel seu rostre i aspecte físic. Va formar part del botí artístic portat de tornada a París segons els termes del Tractat de Tolentino (1797) i va romandre a París del 1800 al 1815; tornà a Roma després de la caiguda de Napoleó Bonaparte.

## Descripció
La inserció del cap, inclinat cap avall i lleument girat a la dreta, acompanyant el ritme del cos, es feu amb extrema precisió, tal com ha posat de manifest la recent restauració de la peça.

## Atribució
En part a causa dels cabells, que s'assemblen poc a altres models testimoniats d'Antínous, l'estàtua es considera ara una còpia romana del període imperial d'una estàtua grega del segle IV ae representant Hermes. Aquest canvi d'identificació ja estava en marxa fins i tot abans del 1900, quan August Hare observava en Passeigs per Roma:
| «                       | Em sembla que la identitat [de l'estàtua] només s'ha qüestionat seriosament una vegada, i tot i així es té dret a considerar-la més que dubtosa. El cap gairebé amb tota seguretat no és [el d'Antínous]. No sé per què es va col·locar en un cos que s'assembla tant al típic Antínous... Una comparació detallada entre el tors i els braços plantejaria la qüestió de si aquesta magnífica estàtua no podria ser un Hermes o un heroi d'una època anterior | » |
| — Walks in Rome, p. 89. | |   |

La torsió del coll i la inclinació del cap, la mirada cap avall, però, tenen trets en comú amb la iconografia d'Antínous. Si bé és impossible classificar-la amb certesa com un retrat del jove deïficat després de la seua tràgica mort, podem pensar que la representació del déu s'inspirà en els seus trets. L'absència d'atributs identificatius, la posició modificada dels braços i la presència simultània de temes i elements típics del sincretisme cultural de l'època hadriana fan que la identificació de l'artista siga incerta, i els investigadors de vegades hi reconeixen Praxíteles, de vegades Eufrànor o fins i tot Policlet. Un estudi recent ha observat afinitats entre l'escultura i un petit bronze que representa Hermes, conservat al Petit Palais de París, una còpia romana d'un original de Policlet.